# La Gauche (Luxembourg)
Pour les autres articles nationaux ou selon les autres juridictions, voir La Gauche.
La Gauche (en luxembourgeois : Déi Lénk) est un mouvement politique luxembourgeois de gauche, à gauche radicale, fondé en 1999 par des dissidents du Parti communiste luxembourgeois (KPL) et d'autres personnes des courants politiques, syndicaux et associatifs de gauche.  Il fait partie du Parti de la gauche européenne et est associé au groupe parlementaire de la Gauche unitaire européenne/Gauche verte nordique.
La Gauche est née sur les bases du mouvement Nouvelle Gauche.

## Historique
Après la chute du mur de Berlin en 1989, les querelles idéologiques au sein du Parti communiste luxembourgeois se sont accentuées et en 1993 des dissidents marxistes quittent le KPL pour former avec d'autres militants de gauche la Nouvelle Gauche (en luxembourgeois : Nei Lénk).
Le 30 janvier 1999, la Nouvelle gauche devient La Gauche, mouvement se voulant unitaire puis qu'il rassemble des militants principalement issus, outre ceux de la Nouvelle Gauche, du Parti communiste luxembourgeois. Les adhésions au mouvement se font cependant sur une base individuelle, et non par organisation, ce qui le différencie d'une coalition. Il se situe à gauche de la social-démocratie.
Il s'est présenté pour la première fois aux élections législatives en 1999, où il a obtenu 3,3 % des suffrages et un député (André Hoffmann). Aux élections communales du 10 octobre, il obtient deux sièges à Esch-sur-Alzette, deuxième ville du pays ainsi que plusieurs sièges dans diverses villes réputées « ouvrières », mais également à Luxembourg : son score national s'établit autour de 4 %.
Le 30 avril 2000, des élections anticipées se tiennent à Esch-sur-Alzette, face à l'impossibilité de constituer une majorité : la Gauche y obtient 12,78 % des voix (contre 10,78 en octobre et 7,87 % en juin). André Hoffmann devient maire-adjoint d'Esch-sur-Alzette et quitte son mandat de député, qu'il laisse à Aloyse Bisdorff (lb) (KPL).
En 2004, le mouvement unitaire connaît de fortes tensions avec le KPL, qui lui reproche de devenir un parti politique à part entière. Les désaccords persistants sur la forme du mouvement conduisent à la présentation de listes séparées aux législatives de juin, où la Gauche ne remporte plus que 1,9 % des voix (contre 0,92 % pour le KPL), et aucun député. Dès lors, La Gauche et le Parti communiste présentent chacun des listes séparées à chaque élection.
Bien qu'il n'ait obtenu aucun député siège de député européen aux élections européennes de 2004 avec 1,69 % des voix (1,17 % pour le KPL), il est associé au groupe de la Gauche unitaire européenne/Gauche verte nordique. En 2009, la Gauche obtient 3,3 % des voix aux élections législatives ; André Hoffman est député.

## Idéologie

Logo historique.

La Gauche se considère comme un mouvement social, démocratique et anticapitaliste engagé pour une société plus juste.
Le mouvement souhaite une redistribution des richesses, un accès équitable aux ressources, la lutte contre les discriminations sous toutes ses formes, le développement de la sécurité sociale, l'éradication de la pauvreté, une société écologiquement durable, la démocratie participative, et la transparence dans la prise de décision politique.
Il veut un nouveau modèle social, économique et politique qui rejette la concurrence, la maximisation du profit et l'intérêt personnel.
Il souhaite également que les ressources naturelles soient conservées de manière durable en tant que moyens de subsistance, ainsi qu'une transformation socio-écologique, une répartition équitable des richesses créées et un ordre économique basé sur la solidarité au niveau national et mondial.

## Résultats électoraux

### Élections législatives
| Année | Voix    | %   | Rang | Sièges | Gouvernement        |
| ----- | ------- | --- | ---- | ------ | ------------------- |
| 1999  | 110 274 | 3,3 | 6e   | 1 / 60 | Opposition          |
| 2004  | 62 071  | 1,9 | 6e   | 0 / 60 | Extra-parlementaire |
| 2009  | 109 184 | 3,3 | 6e   | 1 / 60 | Opposition          |
| 2013  | 161 759 | 4,9 | 6e   | 2 / 60 | Opposition          |
| 2018  | 193 594 | 5,5 | 7e   | 2 / 60 | Opposition          |
| 2023  | 147 839 | 3,9 | 7e   | 2 / 60 | Opposition          |

### Élections européennes
| Année | Voix   | %    | Rang | Sièges | Groupe              |
| ----- | ------ | ---- | ---- | ------ | ------------------- |
| 1999  | 28 130 | 2,77 | 6e   | 0 / 6  | Extra-parlementaire |
| 2004  | 18 345 | 1,68 | 6e   | 0 / 6  | Extra-parlementaire |
| 2009  | 38 289 | 3,37 | 6e   | 0 / 6  | Extra-parlementaire |
| 2014  | 67 544 | 5,76 | 6e   | 0 / 6  | Extra-parlementaire |
| 2019  | 60 812 | 4,83 | 7e   | 0 / 6  | Extra-parlementaire |
| 2024  | 43 701 | 3,15 | 7e   | 0 / 6  | Extra-parlementaire |